# Annemarie Lemaître
Annemarie Lemaître is een Belgisch actrice. Soms wordt ze ook Anne-Marie Lemaître genoemd.
Ze speelde ze in de VTM-telenovella Sara de rol van Ellen De Graeve. Verder speelde ze gastrollen in Familie (Astrid in 1998-1999), Samson & Gert (Graciëlla in 2002), Wittekerke (Michelle De Koninck-Coullier), Veel geluk, professor!, Café Majestic (vrouw van Andrés Meestergast), De Wet volgens Milo (procureur Bebrie), Spoed (Jeannine Segers in 2001, Peggy in 2005), Aspe (Anne Stroobants, ex-vrouw van Van Inn), Spring (Renee Doornbosch in 2008) en in 2010 in Witse en Zone Stad.